# تقنية نظيفة

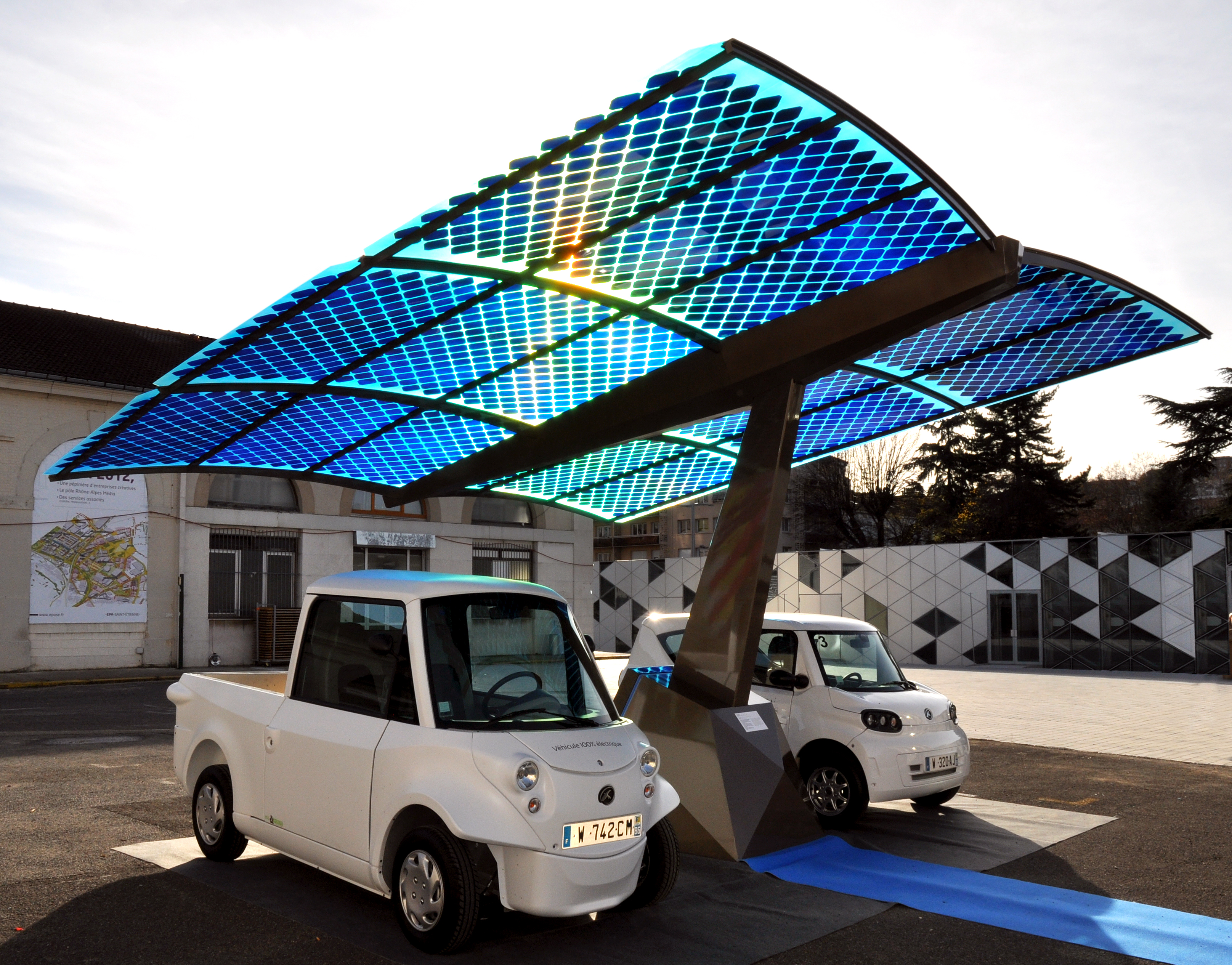

التقنية النظيفة أو التكنولوجيا النظيفة (بالإنجليزية: Clean technology، واختصارًا: cleantech) يشير إلى كل عملية أو منتج أو خدمة تقلص الآثار السلبية على البيئة من خلال التعزيز البارز للاستخدام الفعال للطاقة أو استدامة استخدام الموارد أو نشاطات حماية البيئة. تتضمن التكنولوجيا النظيفة سلسلة واسعة من التقنيات المتعلقة بإعادة تدوير النفايات والطاقة المتجددة وتقنية المعلومات والنقل المستدام والمحركات الكهربائية والكيمياء الخضراء والإضاءة والمياه الرمادية والكثير من غير ذلك. يشكل التمويل البيئي منهجًا يتاح وفقه لمشاريع التقنية النظيفة الحديثة التي تُعتبر «إضافية» أو «خارجة عن نطاق الواقع المعتاد للأعمال» أن تحصل على التمويل من خلال توليد الائتمانات الكربونية، وتُعرف المشاريع التي يجري تطويرها مع أخذ التخفيف من آثار تغير المناخ بعين الاعتبار أيضًا باسم المشاريع الكربونية.
تصف شركة كلين إيدج (بالإنجليزية: Clean Edge)‏، وهي شركة أبحاث مختصة بالتقنية النظيفة، مفهومَ التقنية النظيفة فتقول إنها «سلسلة متنوعة من المنتجات والخدمات والعمليات التي تسخّر المواد ومنابع الطاقة المتجددة في عملها وتقلص استهلاك الموارد الطبيعية تدريجيًا وتحد من كمية الانبعاثات والنفايات أو تلغيها تمامًا». وتسلط شركة كلين إيدج الضوء على أن «التقنيات النظيفة تضاهي نظيرتها التقليدية، إن لم تكن تتفوق عليها، ويقدم العديد منها فوائد إضافية هامة، يُذكر من بينها قدرتها على تحسين حياة سكان البلدان المتقدمة والنامية معًا».
تنامت الاستثمارات في التقنية النظيفة بشكل ملحوظ منذ إبصارها النور نحو عام 2000. وفقًا لبرنامج الأمم المتحدة للبيئة، فقد حصلت شركات طاقة الرياح والطاقة الشمسية والوقود الحيوي على مبلغ قياسي وصلت قيمته إلى 148 مليار دولار أمريكي ضمن التمويل الجديد في عام 2007، إذ شجعت أسعارُ النفط المتزايدة وسياسات التغير المناخي الاستثمارَ في مجال الطاقة المتجددة، وقد ذهب 50 مليار دولار أمريكي من ذلك التمويل لمصلحة طاقة الرياح. بالإجمال، ازداد الاستثمار في قطاعات الطاقة النظيفة والاستخدام الفعال للطاقة بنسبة 60 بالمئة بين عامي 2006 و2007. في عام 2009، أشارت التنبؤات إلى أن القطاعات الرئيسية الثلاثة للتقنية النظيفة –وهي الألواح الضوئية الشمسية وطاقة الرياح والوقود الحيوي- ستحظى بعائدات تصل إلى 325.1 مليار دولار أمريكي بحلول عام 2018.
وفقًا لورقة عمل مبادرة الطاقة لدى معهد ماساتشوستس للتقنية المنشورة في يوليو 2016، ثمة تمويلٌ بلغ نحو أكثر من 25 مليار دولار عن طريق رأس المال المخاطر الموجه للتقنية النظيفة لم يُسترد قط.
برزت التقنية النظيفة أيضًا من بين المواضيع الأساسية لدى المشاريع التجارية والشركات، إذ أن بمقدورها تقليص عوامل التلوث والوقود المشوب لدى جميع الشركات بصرف النظر عن القطاع الذي تنتمي إليه، وأصبح استخدام التقنية النظيفة ميزة تنافسية. عن طريق بناء أهداف هذه المشاريع والشركات في ما يتعلق بمسؤوليتها الاجتماعية، فهي تشارك في استخدام التقنية النظيفة ووسائل أخرى من خلال تعزيز الاستدامة. كانت شركات قائمة فورتشن غلوبال 500 تنفق نحو 20 مليار دولار أمريكي سنويًا على أنشطة المسؤولية الاجتماعية للشركات في عام 2018.

## تعريف
إن التكنولوجيا النظيفة هي مصطلح صناعي يُستخدم لوصف المنتجات أو الخدمات التي تحسن الأداء التشغيلي أو الإنتاجية أو الكفاءة مع تقليل التكاليف والمدخلات واستهلاك الطاقة والنفايات أو التلوث البيئي. مصدره هو زيادة اهتمام المستهلك التنظيمي والصناعي في أشكال نظيفة من توليد، وارتفاع وعي الاحترار العالمي، وتغير المناخ، وتأثير على البيئة الطبيعية من حرق الوقود الأحفوري. وغالباً ما ترتبط التكنولوجيا النظيفة بصناديق رأس المال الاستثماري ومنظمات استخدام الأراضي.

## أصل المفهوم
ظهرت فكرة التكنولوجيا النظيفة أو التقنية النظيفة أولاً بين مجموعة من التكنولوجيات والصناعات الناشئة، استناداً إلى مبادئ البيولوجيا وكفاءة استخدام الموارد ومفاهيم الإنتاج من الجيل الثاني في الصناعات الأساسية. ومن الأمثلة على ذلك؛ كفاءة استخدام الطاقة، والخفض التحفيزي الانتقائي، والمواد غير السامة، وتنقية المياه، والطاقة الشمسية، وطاقة الرياح، والنماذج الجديدة لحفظ الطاقة. ومنذ التسعينات، ازداد الاهتمام بهذه التكنولوجيات بسببين رئيسين: انخفاض التكلفة النسبية لهذه التكنولوجيات، والفهم المتزايد للصلة بين التصميم الصناعي المستخدم في القرن التاسع عشر وأوائل القرن العشرين، مثل محطات الطاقة الأحفورية، ومحرك الاحتراق الداخلي، والتصنيع الكيميائي، والفهم الناشئ للآثار التي يسببها الإنسان على النظم الأرضية الناتجة عن استخدامها.

## الاستثمار في العالم
| السنة                   | الاستثمار |
| ----------------------- | --------- |
| 2001                    | 506.8     |
| 2002                    | 883.2     |
| 2003                    | 1,258.6   |
| 2004                    | 1,398.3   |
| 2005                    | 2,077.5   |
| 2006                    | 4,520.2   |
| 2007                    | 6,087.2   |
| 2008*                   | 8,414.3   |
| *2008 البيانات الأولية  |           |
| المصدر: Cleantech Group |           |

في عام 2008، بلغت الاستثمارات في مشروعات التكنولوجيا النظيفة في أمريكا الشمالية وأوروبا والصين والهند رقماً قياسياً بلغ 8.4 مليار دولار. وتشمل شركات التكنولوجيا النظيفة فينشر كابيتال نتيك، كلينتيش فينتوريس، وفاونديشن كابيتال. ويمثل المجموع الأولي لعام 2008 السنة السابعة على التوالي من النمو في الاستثمار في المشاريع، المعترف به على نطاق واسع كمؤشر رئيسي لأنماط الاستثمار العامة. وينظر إلى الصين على أنها سوق نمو كبير لاستثمارات التكنولوجيا النظيفة حالياً، مع أخذ عين الاعتبار على تكنولوجيات الطاقة المتجددة. في عام 2014، كانت إسرائيل وفنلندا والولايات المتحدة تقود مؤشر الابتكار العالمي للتكنولوجيا النظيفة، من أصل 40 دولة تم تقييمها، في حين كانت روسيا واليونان آخرهما. وفيما يتعلق بالاستثمارات الخاصة، تلقت المجموعة الاستثمارية إليمنت 8 جائزة الإنجاز كليانتيش لعام 2014 من رابطة كليانتيش، وهي رابطة تجارية تركز على التكنولوجيا النظيفة في ولاية واشنطن، لمساهمتها في صناعة التكنولوجيا النظيفة في واشنطن.
ووفقاً للبحوث المنشورة، كانت أهم قطاعات التكنولوجيا النظيفة في عام 2008 هي الطاقة الشمسية، والوقود الحيوي، والنقل، والرياح. وشكلت الطاقة الشمسية ما يقرب من 40٪ من إجمالي الاستثمار في التكنولوجيا النظيفة دولار في عام 2008، يليه الوقود الحيوي بنسبة 11٪.